# Skwer im. Tadeusza Kościuszki w Siedlcach
Skwer im. Tadeusza Kościuszki – skwer znajdujący się w centrum Siedlec w dzielnicy Śródmieście. Położony między ul. Józefa Piłsudskiego, ul. Floriańską i ul. Kazimierza Pułaskiego. Dawniej z ratuszem Jackiem stanowił rynek miasta, aktualnie jest to skwer z obeliskiem poświęconym Tadeuszowi Kościuszce.

## Historia
W XVIII-XIX wieku skwer pełnił rolę placu targowego, a miejsce to nazywane było Rynkiem Średnim.
W 1917 r. na placu został wzniesiony pomnik Tadeusza Kościuszki dla upamiętnienia 100. rocznicy śmierci generała oraz jego dwukrotnego pobytu w Siedlcach we wrześniu 1794 r.. Na kolumnie wyryto napis "Tadeuszowi Kościuszce - Podlasie 1817-1917", a poniżej nazwy miejscowości i daty bitew stoczonych pod jego dowództwem. 
W okresie dwudziestolecia międzywojennego, mniej więcej latach 20., rozpoczęto porządkowanie wszystkich skwerów i terenów zielonych w mieście. Uporządkowano zieleń, wycięto stare drzewa oraz wyznaczono układ ścieżek. Podczas II wojny światowej, całe centrum miasta uległo zniszczeniu, a ratusz Jacek legł w gruzach.
W 2008 r. skwer został zrewitalizowany na wzór z lat 20. XX w. Zyskał nową nawierzchnię z piaskowca i granitu, wycięto stary drzewostan, a ratusz został bardziej odsłonięty.